# Tanzania en los Juegos Olímpicos de Atenas 2004
Tanzania estuvo representada en los Juegos Olímpicos de Atenas 2004 por ocho deportistas, seis hombres y dos mujeres, que compitieron en atletismo.
La portadora de la bandera en la ceremonia de apertura fue la atleta Restituta Joseph. El equipo olímpico tanzano no obtuvo ninguna medalla en estos Juegos.